# Kudara-Somon
Kudara-Somon (ros. Кудара-Сомон) – wieś w Rosji, w Buriacji, w rejonie kiachtyńskim. W 2010 liczyła 1371 mieszkańców.